# アイタミ・アルティレス
アイタミ・アルティレス・オリバ（Aythami Artiles Oliva、1986年4月2日 - ）は、スペイン・ラス・パルマス県アルギネグイン出身の元サッカー選手。現役時代のポジションはDF。

## 所属クラブ
- UDラス・パルマスB 2003-2004
- UDラス・パルマス 2004-2007
- デポルティーボ・ラ・コルーニャ 2007-2013

→ ヘレスCD 2008-2010 (loan)
- UDラス・パルマス 2013-2018
- コルドバCF 2018-2019
- UDラス・パルマス 2019-2021
- ジムナスティック・タラゴナ 2021-2022